# ورمینگفورد
ورمینگفورد (به انگلیسی: Wormingford) یک روستا و محله مدنی در بریتانیا است که در کولچستر واقع شده‌است. ورمینگفورد ۴۵۴ نفر جمعیت دارد.